# Tunnel Breckenheim
Der Tunnel Breckenheim ist ein 1.150 m langer Tunnel der Schnellfahrstrecke Köln–Rhein/Main. Er verläuft bei Wiesbaden-Breckenheim und trägt daher seinen Namen.
Das Bauwerk nimmt zwei Gleise auf, die planmäßig mit 300 km/h befahren werden können.

## Lage und Verlauf

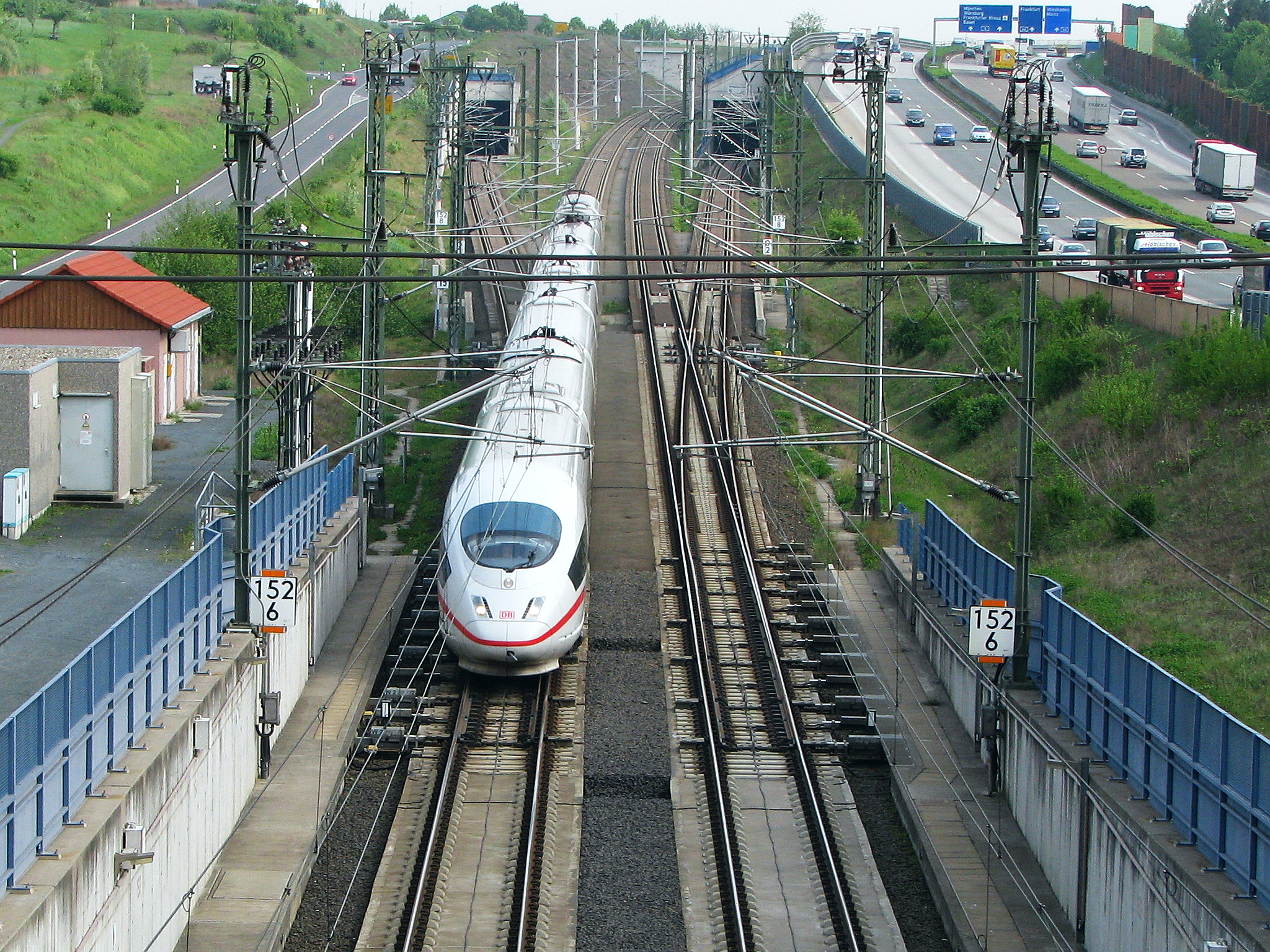
ICE von Süden kommend bei Einfahrt in den Tunnel Breckenheim

Südlich des Tunnels Breckenheim befindet sich der Abzweig Breckenheim. An diesem Abzweig fädeln das Ost- und West-Gleis über zwei Röhren des Wandersmann-Nord-Tunnels in die Bahnstrecke nach Wiesbaden höhenfrei aus der Schnellfahrstrecke Köln–Rhein/Main aus.
Dem Nordportal (Streckenkilometer 151,4) vom Tunnel Breckenheim ist ein rund 400 m langes Trogbauwerk vorgelagert. Weiter nördlich davon schließt sich daran, nach einem Abschnitt mit Gleisführung in offener Bauweise, mit dem Schulwaldtunnel der längste Tunnel der gesamten Schnellfahrstrecke Köln-Rhein/Main an.
Die Trasse verläuft Richtung Süden im Tunnel in einer Linkskurve; die Gradiente fällt zunächst ab und steigt anschließend zum Südportal hin an.
Das Tunnelbauwerk unterquert die Landstraße 3039 (Heilgasse), einen Wirtschaftsweg und die L 3017.

### Unterführungsbauwerk Breckenheim
Sowohl südlich an den Tunnel Breckenheim und als auch südlich des gleichnamigen Abzweige nach Wiesbaden schließt sich auf der Schnellfahrstrecke Köln–Rhein/Main südlich bei km 153,8 noch das Unterführungsbauwerk Breckenheim an. Die Bahnstrecke unterquert dabei die Diedenberger Straße von Wallau nach Breckenheim. Die Unterführung stellt für sich keinen Tunnel dar.

## Geschichte
Bereits Ende 1995 lag die geplante Länge des Bauwerks bei 1150 m.
Der Tunnel ist mit einer Festen Fahrbahn der Bauart Rheda-Dywidag ausgestattet.
Aufgrund einer Überdeckung von nur 0,5 bis 5 m wurde die Röhre komplett in offener Bauweise realisiert.

## Fotogalerie

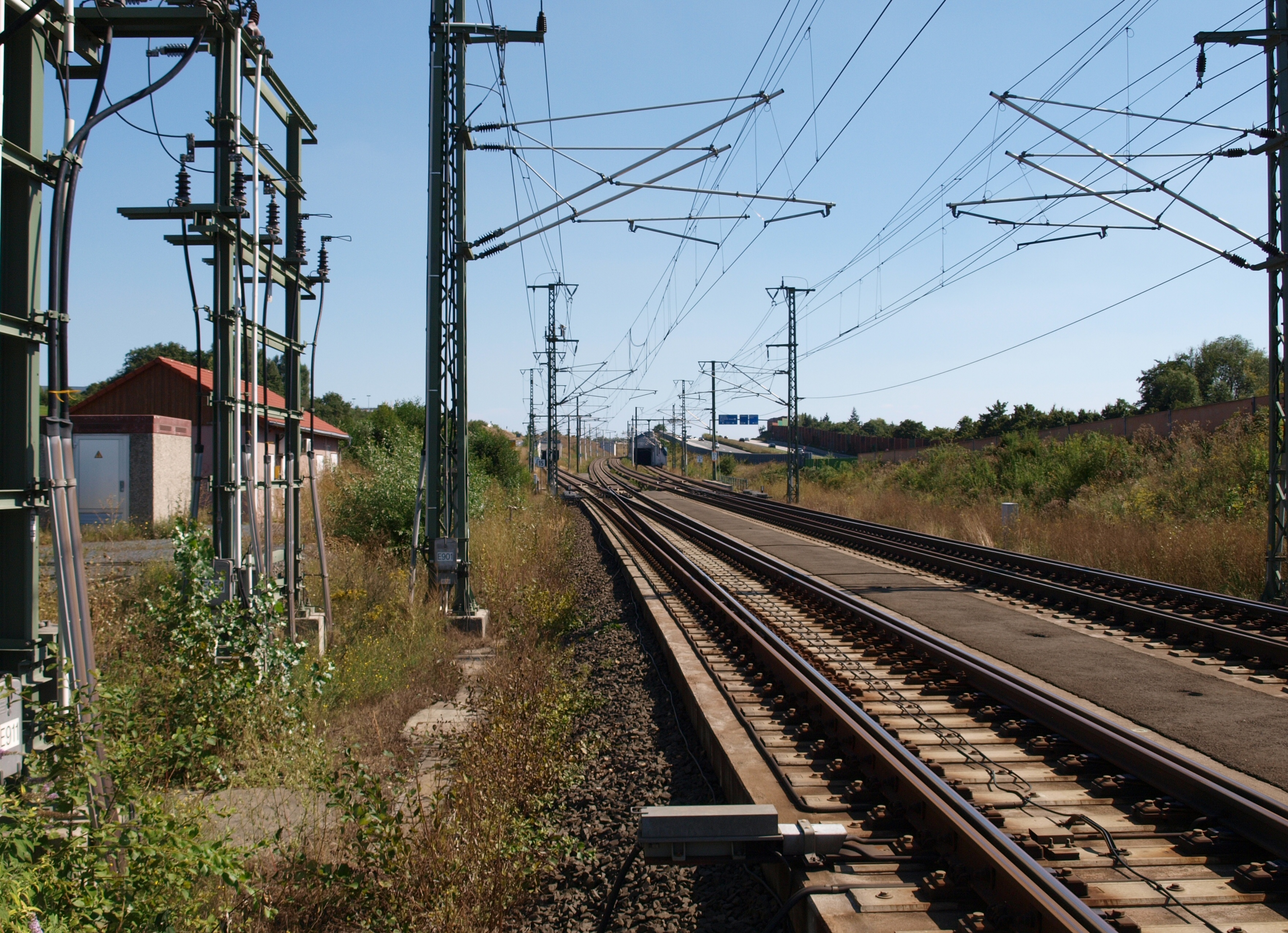
Schnellfahrweichen der Abzweigstelle Breckenheim vor dem Südportal